# 諾福克 (紐約州普查規定居民點)
諾福克（英語：Norfolk）是位於美國紐約州聖羅倫斯縣的普查規定居民點。

## 人口
根據2020年美國人口普查的數據，諾福克的面積為7.29平方千米，當中陸地面積為7.00平方千米，而水域面積為0.29平方千米。當地共有人口1238人，而人口密度為每平方千米169.82人。